# الكنيسة الأوكرانية الأرثوذكسية (بطريركية موسكو)
الكنيسة الأوكرانية الأرثوذكسية (بالأوكرانيَة: Українська Православна Церква. وبالروسيّة: Украинская Православная Церковь)، هي كنيسة أرثوذكسية شرقية شبه مستقلة تتبع البطريركية الأرثوذكسية الروسيَّة، وتعتبر أكبر مجموعة دينية في أوكرانيا.
ويذكر اسم هذه الكنيسة دائما مرفقا بـ (بطريركية موسكو) واختصارا (UOC-MP)، وذلك للتمييز بينها وبين الكنيسة الأوكرانية الأرثوذكسية (بطريركية كييف UOC-KP)، وكانت هذه الأخيرة قد انشقت عن البطريرك الروسي عام 1989.
بحسب التقليد الكنسي فأن المسيحية وصلت لأوكرانيا منذ القرون الأولى للكنيسة الرسولية، وكان انتشارها في البلاد محدودا حتى عام 988 عندما اعتنقها فلاديمير الكبير أمير كييف والذي جعل منها الدين الرسمية للدولة، شهدت تلك الفترة دخول الروس في المسيحية بشكل جماعي.
بتاريخ 27 أكتوبر/تشرين الأول 1990 أصبحت الكنيسة الأوكرانية الأرثوذكسية مستقلة بإدارة شؤونها الداخلية مع التبعية الرسمية للكنيسة الروسية الأرثوذكسية. وهي تعتبر نفسها الوريث الحقيقي للكنيسة التي أسسها فلاديمير الكبير في البلاد منذ القرن العاشر.
أسقفها الحالي هو المتربوليت فلاديمير سابودان، يتبع الكنيسة 10875 رعية تضم أكثر من 35 مليون فرد، تؤلف 68% من مجموع أرثوذكس البلاد.

## استقلالها عن الكنيسة الروسية
في 5 يناير من عام 2019 وقع بطريرك القسطنطينية برثلماوس الأول القرار الرسمي بإنشاء كنيسة أوكرانية مستقلة عن الكنيسة الروسية في قداس احتفالي في إسطنبول في حضور الرئيس الأوكراني بترو بوروشنك واضعاً نهاية ل 332 سنةً من وصاية الكنيسة الروسية الأرثوذكسية على أوكرانيا. وتضمّ الكنيسة الجديدة بطريركية كييف التي أعلنت من طرف واحد في 1992 ويتبع لها أكبر عدد من المؤمنين، وفق استطلاعات للرأي، إضافة إلى كنيسة صغيرة أخرى.

## وصلات خارجية
- الموقع الرسمي للكنيسة الأوكرانية الأرثوذكسية